# Napata
Napata fue la capital de Nubia o Kush, en el siglo VIII a. C., aproximadamente entre los años 750-590 a. C., después de que antes lo fuera Kerma. El reino de Napata se confunde con el reino de Nubia.
Fue fundada por los egipcios (Tutmosis III) como centro administrativo en el 1460 a. C., pero nunca tuvo estas funciones por ellos, y algún tiempo después se convirtió en capital de los nubios al aflojar Egipto el control del país (hacia el 1100 a. C.). Durante la dinastía XXV, Napata fue el lugar de origen de los faraones, y puede que la capital de Egipto y lugar de entronización.
Los faraones nubios ("kushitas") de Egipto perdieron este país ante los asirios, y volvieron a Napata; fue saqueada por Egipto (Psamético II) en 590 a. C. y la capital se trasladó a Meroe y desde entonces se conoce como reino de Meroe. En el año 24 a. C. fue saqueada por los romanos bajo el mando de Publio Petronio. (Ver Plinio el Viejo, Historia Natural, Libro VI, 181).
Su necrópolis principal fue El-Kurru (800-650 a. C.) que después fue sustituida por Nuri (700-300 a. C.) y por Sanam Abu Dom (700-425 a. C.). En Ŷébel Barkal (Montaña Pura) también hay pirámides y tumbas, además de trece templos y tres palacios.

El templo mejor conservado es el Templo de Mut y el más grande es el de Amón-Ra (c. 1500 a. C., ampliado más tarde).
La región ha sido excavada en 1916, 1918 y 1919 principalmente por George Andrew Reisner.